# Ted Felen
Theodorus Antonius Wilhelmus (Ted) Felen (Nijmegen, 3 mei 1931 – aldaar, 5 januari 2016) was een Nederlandse glazenier, graficus, mozaïekkunstenaar, schilder en galeriehouder.

## Leven en werk
Felen maakte zijn eerste glas-in-loodraam in 1947, toen hij als 16-jarige assistent werd van de in Nijmegen werkzame glazenier Heinz van Teeseling. Hij studeerde aan de Arnhemse academie (1948-1952), waar hij les kreeg van Dick Broos en Wim van Woerkom. Na zijn opleiding diende hij als matroos op de Karel Doorman en schilderde in die tijd een avondmaalstafereel in de kapel.
Aanvankelijk werkte Felen figuratief, later ging hij meer abstract werk maken, waarin de zon en het heelal een grote rol spelen en vanaf de jaren 60 cel-achtige structuren. Hij werd daarbij geïnspireerd door mythologie en de Bijbel, zo maakte hij ramen waarvan het thema is ontleend aan de Psalmen. Felen maakte ramen met gebrandschilderd glas, maar ook appliquéramen en een aantal malen werkte hij met vlakken geanodiseerd aluminium. Het glas-in-loodwerk omvat meer dan de helft van zijn oeuvre, Felen maakt echter ook gouaches, olieverfschilderijen, kruiswegstaties, mozaïeken, wandschilderingen, zeefdrukken en linoleumsneden. In 1971 vestigde hij zijn atelier in een boerderij in Zwanenveld.
Felen was lid van de Gemeenschap Beeldende Kunstenaars Nijmegen. In de jaren 60 was hij mede-oprichter van de kunstenaarsgroep Nada, waarvan ook Jan Cremer, Klaas Gubbels, Mark Brusse en Rik van Bentum lid waren. De groep exposeerde bij diverse galeries in Nederland. Felen opende zelf Galerie Taurus in Nijmegen, waar behalve werk van Nada ook werk van onder anderen Armando, Kees van Bohemen en Jan Schoonhoven werd getoond. In 1961/1962 ontving hij een grafiekprijs van de Grafische Bond, afdeling Maas en Waal, voor zijn kalenders met linoleumsneden. In 2006 werd hij benoemd tot Ridder in de Orde van Oranje-Nassau.
Ted Felen is op 5 januari 2016 in Nijmegen op 84-jarige leeftijd overleden.

## Werken (selectie)
- glas-in-loodraam (1947) voor de lutherse kerk in Nijmegen
- glas-in-loodramen (1958-1960), kruisweg en muurschilderingen voor de kerk Sint Jan Geboorte in Kudelstaart
- mozaïeken (1962) voor de Elimkerk, Nijmegen
- kruisweg (1963) voor de Maria ten Hemelopnemingskerk, Nijmegen (overgebracht naar de Dominicuskerk)[7]
- Groot slot (1963), glas in geanodiseerd aluminium voor een woning in Buitenveldert
- En God schiep het licht (1967), gebrandschilderd glas voor de Moeder Godskerk in Voorschoten
- Beychevelle (1974), glas en koper in lood, in Queyrac (Frankrijk)
- Vivaldi's kleurklanken (1981), mozaïeken voor wijkcentrum De Schalmei in Nijmegen
- Psalm 139 (1983), gebrandschilderd glas voor de kapel van verzorgingshuis 't Höfke in Beek
- Psalm 68 (1985), gebrandschilderd glas voor de kapel van woonzorgcentrum Nijevelt in Dukenburg
- vijf glas-in-loodramen voor de Sint-Jacobskapel in Nijmegen

## Afbeeldingen

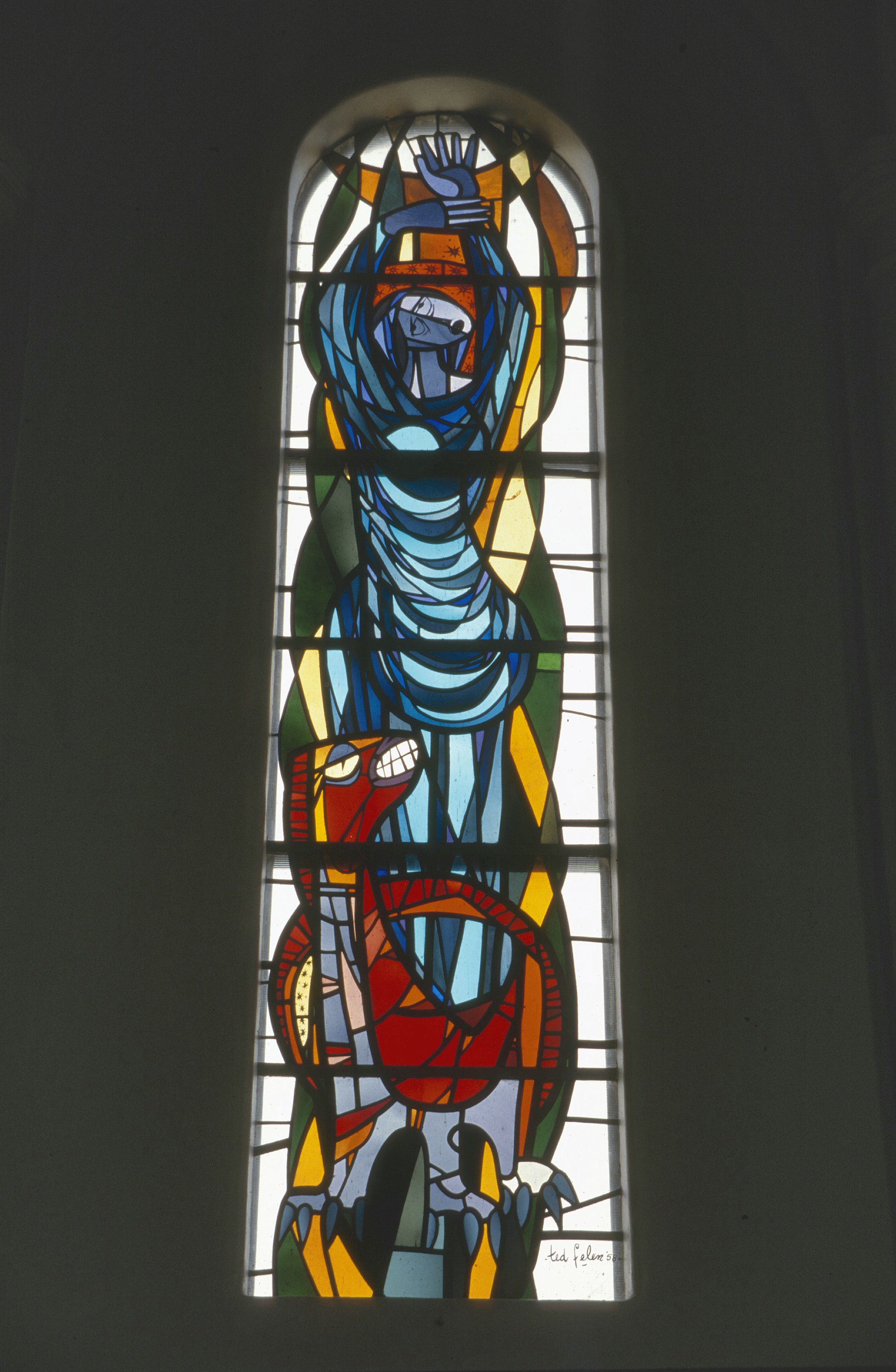
De zwangere vrouw en de draak (1958), Kudelstaart
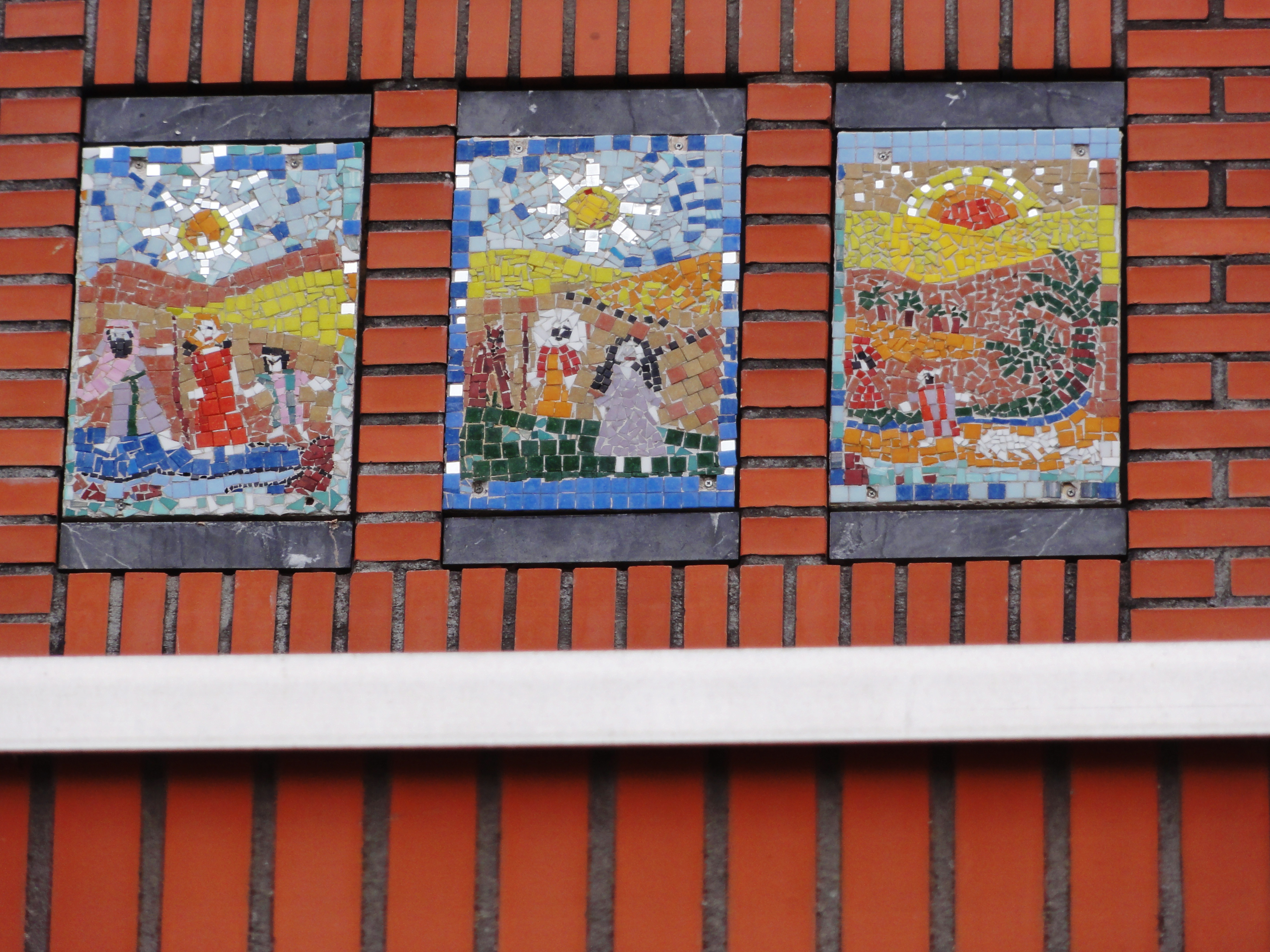
mozaïeken Elimkerk (1962), Nijmegen
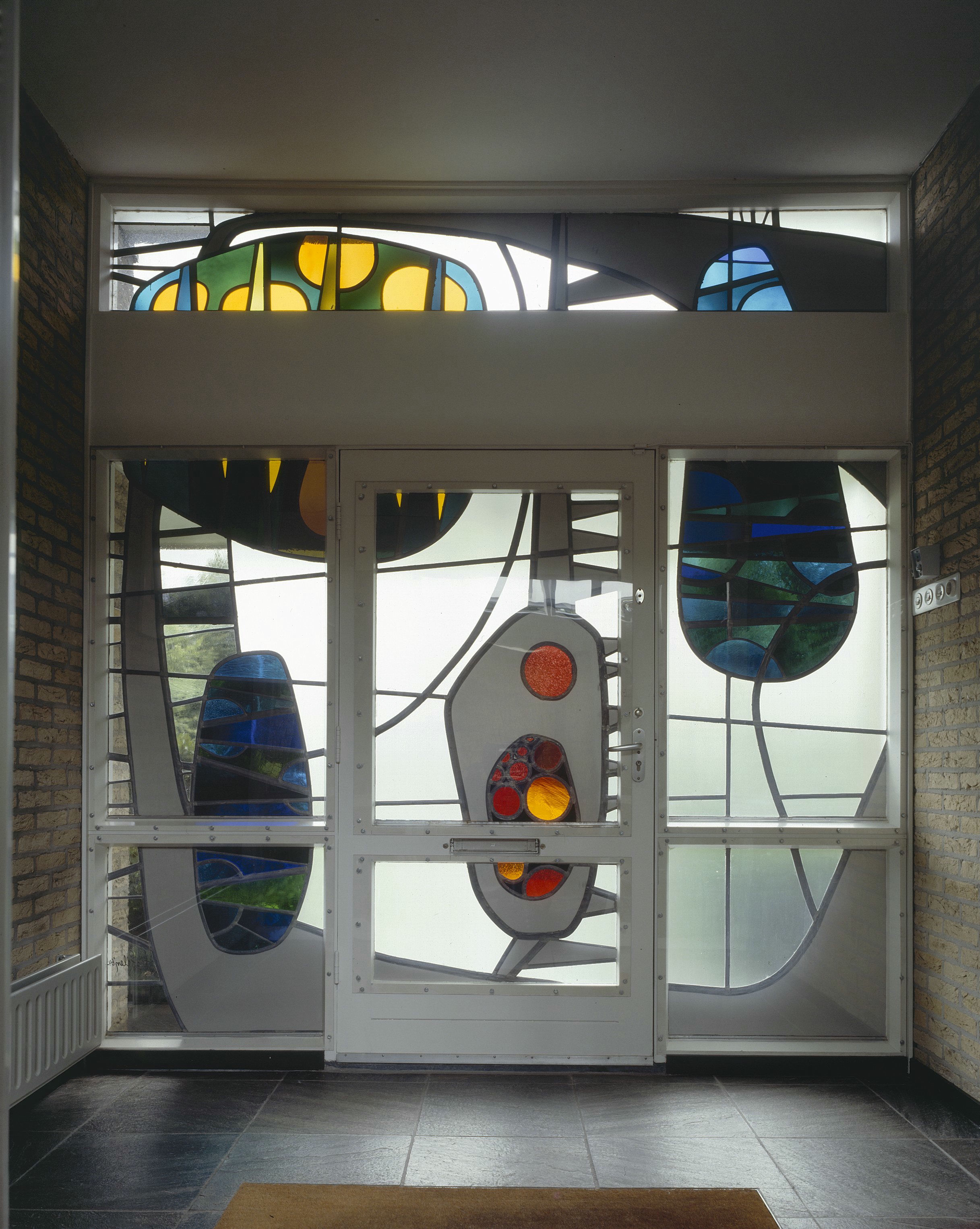
Groot slot (1963)

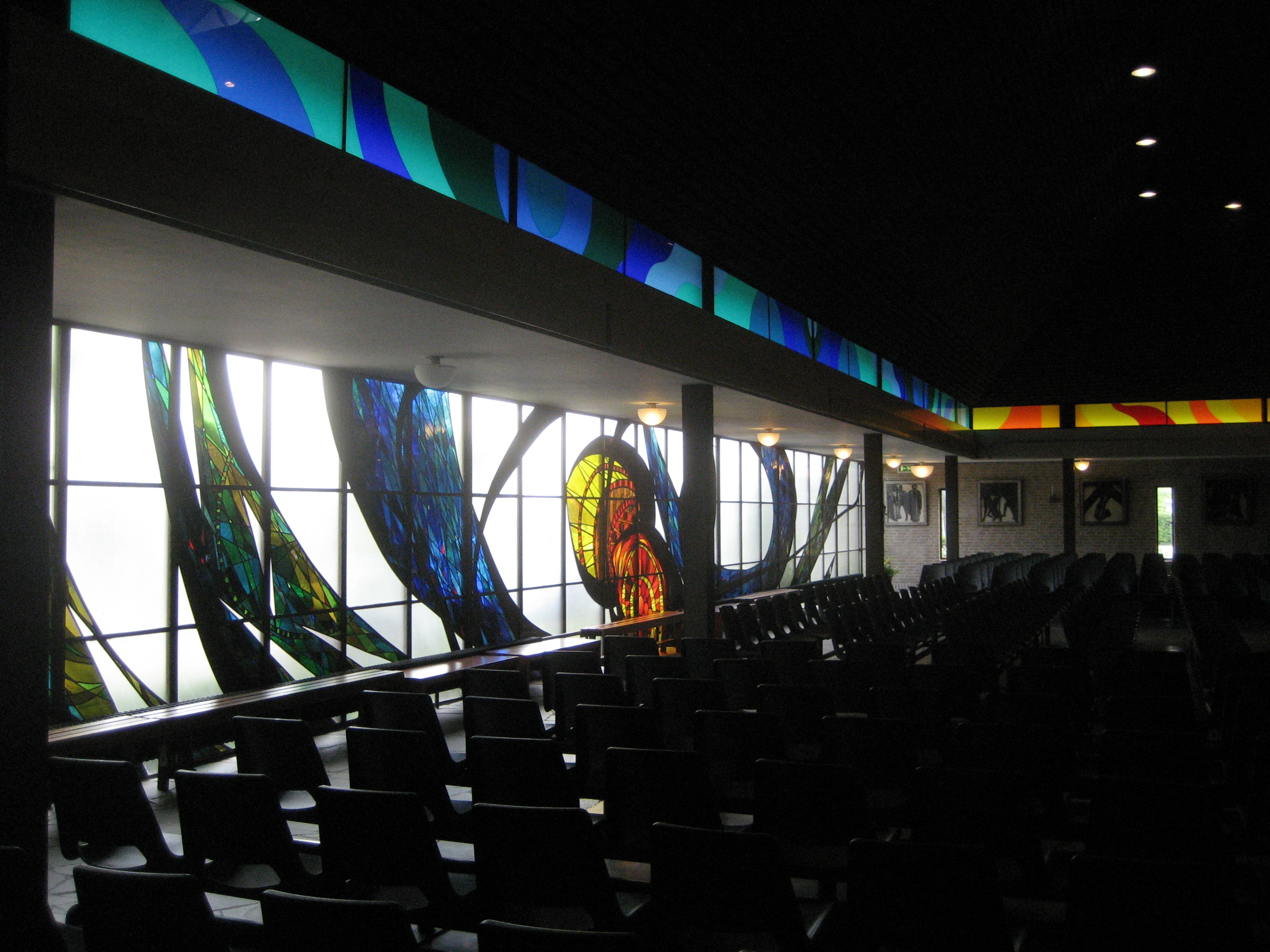
En God schiep het licht (1967), Voorschoten
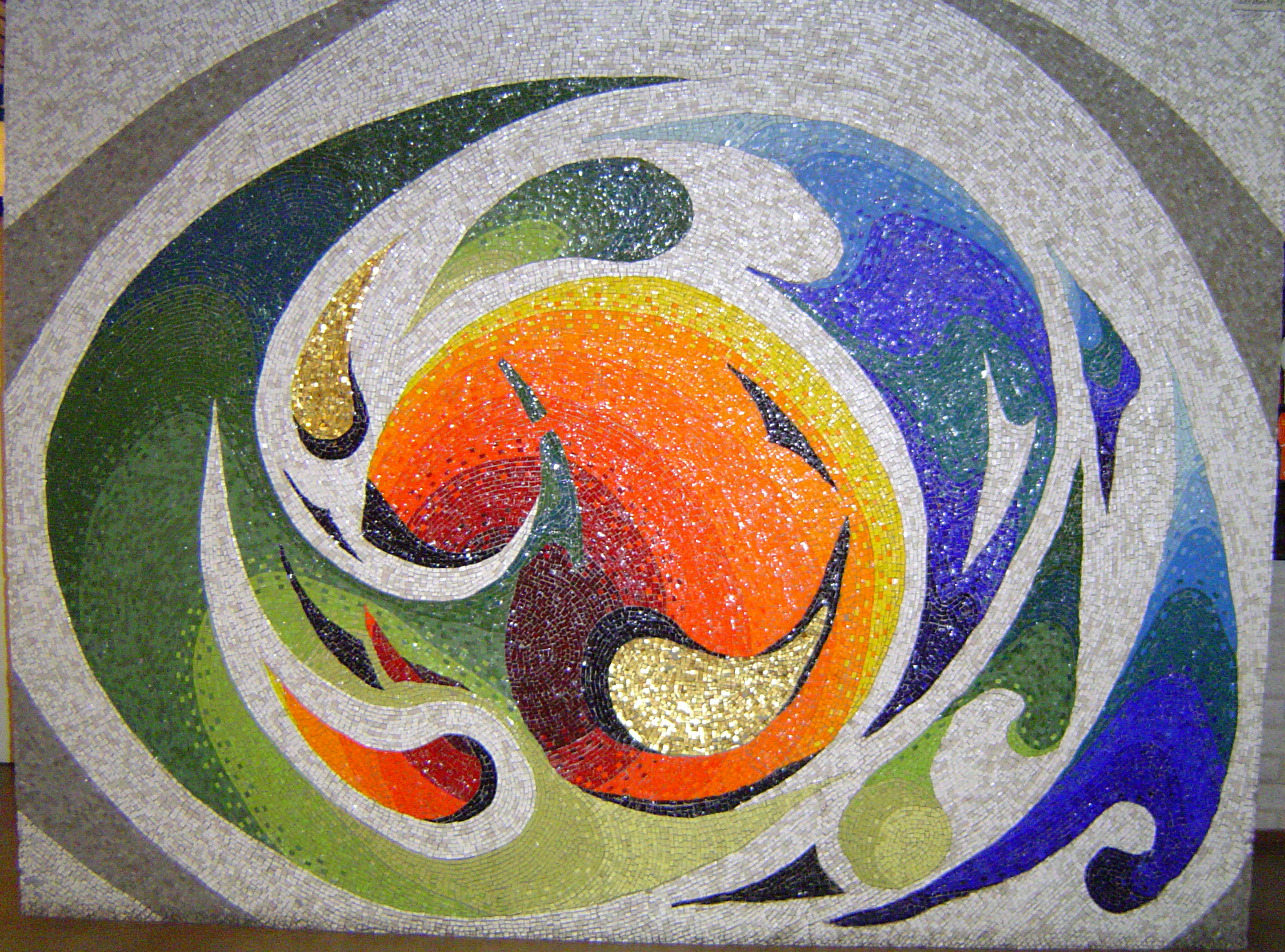
Rustpunt, bijgenaamd Baarmoeder (ca. 1979)
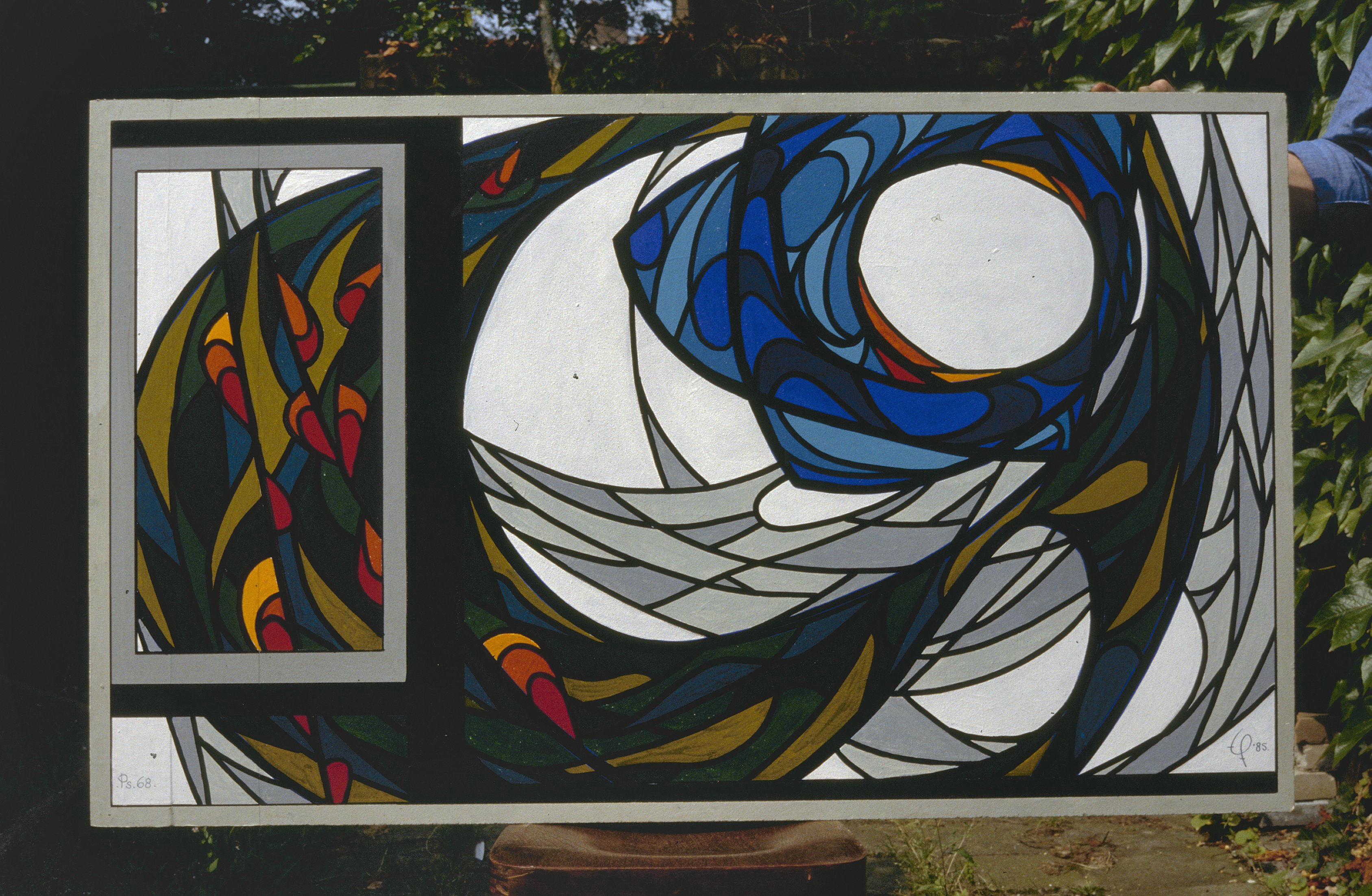
Deel Psalm 68 (1985), Dukenburg